# 1212
Portal Geschichte | Portal Biografien | Aktuelle Ereignisse | Jahreskalender | Tagesartikel

◄ |
12. Jahrhundert |
13. Jahrhundert
| 14. Jahrhundert | ►

◄ |
1180er |
1190er |
1200er |
1210er
| 1220er | 1230er | 1240er | ►

◄◄ |
◄ |
1208 |
1209 |
1210 |
1211 |
1212
| 1213 | 1214 | 1215 | 1216 | ► | ►►
Staatsoberhäupter  · Nekrolog
| Januar | Januar | Januar | Januar | Januar | Januar | Januar | Januar |
| Kw     | Mo     | Di     | Mi     | Do     | Fr     | Sa     | So     |
| ------ | ------ | ------ | ------ | ------ | ------ | ------ | ------ |
| 52     |        |        |        |        |        |        | 1      |
| 1      | 2      | 3      | 4      | 5      | 6      | 7      | 8      |
| 2      | 9      | 10     | 11     | 12     | 13     | 14     | 15     |
| 3      | 16     | 17     | 18     | 19     | 20     | 21     | 22     |
| 4      | 23     | 24     | 25     | 26     | 27     | 28     | 29     |
| 5      | 30     | 31     |        |        |        |        |        |

| Februar | Februar | Februar | Februar | Februar | Februar | Februar | Februar |
| Kw      | Mo      | Di      | Mi      | Do      | Fr      | Sa      | So      |
| ------- | ------- | ------- | ------- | ------- | ------- | ------- | ------- |
| 5       |         |         | 1       | 2       | 3       | 4       | 5       |
| 6       | 6       | 7       | 8       | 9       | 10      | 11      | 12      |
| 7       | 13      | 14      | 15      | 16      | 17      | 18      | 19      |
| 8       | 20      | 21      | 22      | 23      | 24      | 25      | 26      |
| 9       | 27      | 28      | 29      |         |         |         |         |

| März | März | März | März | März | März | März | März |
| Kw   | Mo   | Di   | Mi   | Do   | Fr   | Sa   | So   |
| ---- | ---- | ---- | ---- | ---- | ---- | ---- | ---- |
| 9    |      |      |      | 1    | 2    | 3    | 4    |
| 10   | 5    | 6    | 7    | 8    | 9    | 10   | 11   |
| 11   | 12   | 13   | 14   | 15   | 16   | 17   | 18   |
| 12   | 19   | 20   | 21   | 22   | 23   | 24   | 25   |
| 13   | 26   | 27   | 28   | 29   | 30   | 31   |      |

| April | April | April | April | April | April | April | April |
| Kw    | Mo    | Di    | Mi    | Do    | Fr    | Sa    | So    |
| ----- | ----- | ----- | ----- | ----- | ----- | ----- | ----- |
| 13    |       |       |       |       |       |       | 1     |
| 14    | 2     | 3     | 4     | 5     | 6     | 7     | 8     |
| 15    | 9     | 10    | 11    | 12    | 13    | 14    | 15    |
| 16    | 16    | 17    | 18    | 19    | 20    | 21    | 22    |
| 17    | 23    | 24    | 25    | 26    | 27    | 28    | 29    |
| 18    | 30    |       |       |       |       |       |       |

| Mai | Mai | Mai | Mai | Mai | Mai | Mai | Mai |
| Kw  | Mo  | Di  | Mi  | Do  | Fr  | Sa  | So  |
| --- | --- | --- | --- | --- | --- | --- | --- |
| 18  |     | 1   | 2   | 3   | 4   | 5   | 6   |
| 19  | 7   | 8   | 9   | 10  | 11  | 12  | 13  |
| 20  | 14  | 15  | 16  | 17  | 18  | 19  | 20  |
| 21  | 21  | 22  | 23  | 24  | 25  | 26  | 27  |
| 22  | 28  | 29  | 30  | 31  |     |     |     |

| Juni | Juni | Juni | Juni | Juni | Juni | Juni | Juni |
| Kw   | Mo   | Di   | Mi   | Do   | Fr   | Sa   | So   |
| ---- | ---- | ---- | ---- | ---- | ---- | ---- | ---- |
| 22   |      |      |      |      | 1    | 2    | 3    |
| 23   | 4    | 5    | 6    | 7    | 8    | 9    | 10   |
| 24   | 11   | 12   | 13   | 14   | 15   | 16   | 17   |
| 25   | 18   | 19   | 20   | 21   | 22   | 23   | 24   |
| 26   | 25   | 26   | 27   | 28   | 29   | 30   |      |

| Juli | Juli | Juli | Juli | Juli | Juli | Juli | Juli |
| Kw   | Mo   | Di   | Mi   | Do   | Fr   | Sa   | So   |
| ---- | ---- | ---- | ---- | ---- | ---- | ---- | ---- |
| 26   |      |      |      |      |      |      | 1    |
| 27   | 2    | 3    | 4    | 5    | 6    | 7    | 8    |
| 28   | 9    | 10   | 11   | 12   | 13   | 14   | 15   |
| 29   | 16   | 17   | 18   | 19   | 20   | 21   | 22   |
| 30   | 23   | 24   | 25   | 26   | 27   | 28   | 29   |
| 31   | 30   | 31   |      |      |      |      |      |

| August | August | August | August | August | August | August | August |
| Kw     | Mo     | Di     | Mi     | Do     | Fr     | Sa     | So     |
| ------ | ------ | ------ | ------ | ------ | ------ | ------ | ------ |
| 31     |        |        | 1      | 2      | 3      | 4      | 5      |
| 32     | 6      | 7      | 8      | 9      | 10     | 11     | 12     |
| 33     | 13     | 14     | 15     | 16     | 17     | 18     | 19     |
| 34     | 20     | 21     | 22     | 23     | 24     | 25     | 26     |
| 35     | 27     | 28     | 29     | 30     | 31     |        |        |

| September | September | September | September | September | September | September | September |
| Kw        | Mo        | Di        | Mi        | Do        | Fr        | Sa        | So        |
| --------- | --------- | --------- | --------- | --------- | --------- | --------- | --------- |
| 35        |           |           |           |           |           | 1         | 2         |
| 36        | 3         | 4         | 5         | 6         | 7         | 8         | 9         |
| 37        | 10        | 11        | 12        | 13        | 14        | 15        | 16        |
| 38        | 17        | 18        | 19        | 20        | 21        | 22        | 23        |
| 39        | 24        | 25        | 26        | 27        | 28        | 29        | 30        |

| Oktober | Oktober | Oktober | Oktober | Oktober | Oktober | Oktober | Oktober |
| Kw      | Mo      | Di      | Mi      | Do      | Fr      | Sa      | So      |
| ------- | ------- | ------- | ------- | ------- | ------- | ------- | ------- |
| 40      | 1       | 2       | 3       | 4       | 5       | 6       | 7       |
| 41      | 8       | 9       | 10      | 11      | 12      | 13      | 14      |
| 42      | 15      | 16      | 17      | 18      | 19      | 20      | 21      |
| 43      | 22      | 23      | 24      | 25      | 26      | 27      | 28      |
| 44      | 29      | 30      | 31      |         |         |         |         |

| November | November | November | November | November | November | November | November |
| Kw       | Mo       | Di       | Mi       | Do       | Fr       | Sa       | So       |
| -------- | -------- | -------- | -------- | -------- | -------- | -------- | -------- |
| 44       |          |          |          | 1        | 2        | 3        | 4        |
| 45       | 5        | 6        | 7        | 8        | 9        | 10       | 11       |
| 46       | 12       | 13       | 14       | 15       | 16       | 17       | 18       |
| 47       | 19       | 20       | 21       | 22       | 23       | 24       | 25       |
| 48       | 26       | 27       | 28       | 29       | 30       |          |          |

| Dezember | Dezember | Dezember | Dezember | Dezember | Dezember | Dezember | Dezember |
| Kw       | Mo       | Di       | Mi       | Do       | Fr       | Sa       | So       |
| -------- | -------- | -------- | -------- | -------- | -------- | -------- | -------- |
| 48       |          |          |          |          |          | 1        | 2        |
| 49       | 3        | 4        | 5        | 6        | 7        | 8        | 9        |
| 50       | 10       | 11       | 12       | 13       | 14       | 15       | 16       |
| 51       | 17       | 18       | 19       | 20       | 21       | 22       | 23       |
| 52       | 24       | 25       | 26       | 27       | 28       | 29       | 30       |
| 1        | 31       |          |          |          |          |          |          |

| Januar | Januar | Januar | Januar | Januar | Januar | Januar | Januar |
| Kw     | Mo     | Di     | Mi     | Do     | Fr     | Sa     | So     |
| ------ | ------ | ------ | ------ | ------ | ------ | ------ | ------ |
| 52     |        |        |        |        |        |        | 1      |
| 1      | 2      | 3      | 4      | 5      | 6      | 7      | 8      |
| 2      | 9      | 10     | 11     | 12     | 13     | 14     | 15     |
| 3      | 16     | 17     | 18     | 19     | 20     | 21     | 22     |
| 4      | 23     | 24     | 25     | 26     | 27     | 28     | 29     |
| 5      | 30     | 31     |        |        |        |        |        |

| Februar | Februar | Februar | Februar | Februar | Februar | Februar | Februar |
| Kw      | Mo      | Di      | Mi      | Do      | Fr      | Sa      | So      |
| ------- | ------- | ------- | ------- | ------- | ------- | ------- | ------- |
| 5       |         |         | 1       | 2       | 3       | 4       | 5       |
| 6       | 6       | 7       | 8       | 9       | 10      | 11      | 12      |
| 7       | 13      | 14      | 15      | 16      | 17      | 18      | 19      |
| 8       | 20      | 21      | 22      | 23      | 24      | 25      | 26      |
| 9       | 27      | 28      | 29      |         |         |         |         |

| März | März | März | März | März | März | März | März |
| Kw   | Mo   | Di   | Mi   | Do   | Fr   | Sa   | So   |
| ---- | ---- | ---- | ---- | ---- | ---- | ---- | ---- |
| 9    |      |      |      | 1    | 2    | 3    | 4    |
| 10   | 5    | 6    | 7    | 8    | 9    | 10   | 11   |
| 11   | 12   | 13   | 14   | 15   | 16   | 17   | 18   |
| 12   | 19   | 20   | 21   | 22   | 23   | 24   | 25   |
| 13   | 26   | 27   | 28   | 29   | 30   | 31   |      |

| April | April | April | April | April | April | April | April |
| Kw    | Mo    | Di    | Mi    | Do    | Fr    | Sa    | So    |
| ----- | ----- | ----- | ----- | ----- | ----- | ----- | ----- |
| 13    |       |       |       |       |       |       | 1     |
| 14    | 2     | 3     | 4     | 5     | 6     | 7     | 8     |
| 15    | 9     | 10    | 11    | 12    | 13    | 14    | 15    |
| 16    | 16    | 17    | 18    | 19    | 20    | 21    | 22    |
| 17    | 23    | 24    | 25    | 26    | 27    | 28    | 29    |
| 18    | 30    |       |       |       |       |       |       |

| Mai | Mai | Mai | Mai | Mai | Mai | Mai | Mai |
| Kw  | Mo  | Di  | Mi  | Do  | Fr  | Sa  | So  |
| --- | --- | --- | --- | --- | --- | --- | --- |
| 18  |     | 1   | 2   | 3   | 4   | 5   | 6   |
| 19  | 7   | 8   | 9   | 10  | 11  | 12  | 13  |
| 20  | 14  | 15  | 16  | 17  | 18  | 19  | 20  |
| 21  | 21  | 22  | 23  | 24  | 25  | 26  | 27  |
| 22  | 28  | 29  | 30  | 31  |     |     |     |

| Juni | Juni | Juni | Juni | Juni | Juni | Juni | Juni |
| Kw   | Mo   | Di   | Mi   | Do   | Fr   | Sa   | So   |
| ---- | ---- | ---- | ---- | ---- | ---- | ---- | ---- |
| 22   |      |      |      |      | 1    | 2    | 3    |
| 23   | 4    | 5    | 6    | 7    | 8    | 9    | 10   |
| 24   | 11   | 12   | 13   | 14   | 15   | 16   | 17   |
| 25   | 18   | 19   | 20   | 21   | 22   | 23   | 24   |
| 26   | 25   | 26   | 27   | 28   | 29   | 30   |      |

| Juli | Juli | Juli | Juli | Juli | Juli | Juli | Juli |
| Kw   | Mo   | Di   | Mi   | Do   | Fr   | Sa   | So   |
| ---- | ---- | ---- | ---- | ---- | ---- | ---- | ---- |
| 26   |      |      |      |      |      |      | 1    |
| 27   | 2    | 3    | 4    | 5    | 6    | 7    | 8    |
| 28   | 9    | 10   | 11   | 12   | 13   | 14   | 15   |
| 29   | 16   | 17   | 18   | 19   | 20   | 21   | 22   |
| 30   | 23   | 24   | 25   | 26   | 27   | 28   | 29   |
| 31   | 30   | 31   |      |      |      |      |      |

| August | August | August | August | August | August | August | August |
| Kw     | Mo     | Di     | Mi     | Do     | Fr     | Sa     | So     |
| ------ | ------ | ------ | ------ | ------ | ------ | ------ | ------ |
| 31     |        |        | 1      | 2      | 3      | 4      | 5      |
| 32     | 6      | 7      | 8      | 9      | 10     | 11     | 12     |
| 33     | 13     | 14     | 15     | 16     | 17     | 18     | 19     |
| 34     | 20     | 21     | 22     | 23     | 24     | 25     | 26     |
| 35     | 27     | 28     | 29     | 30     | 31     |        |        |

| September | September | September | September | September | September | September | September |
| Kw        | Mo        | Di        | Mi        | Do        | Fr        | Sa        | So        |
| --------- | --------- | --------- | --------- | --------- | --------- | --------- | --------- |
| 35        |           |           |           |           |           | 1         | 2         |
| 36        | 3         | 4         | 5         | 6         | 7         | 8         | 9         |
| 37        | 10        | 11        | 12        | 13        | 14        | 15        | 16        |
| 38        | 17        | 18        | 19        | 20        | 21        | 22        | 23        |
| 39        | 24        | 25        | 26        | 27        | 28        | 29        | 30        |

| Oktober | Oktober | Oktober | Oktober | Oktober | Oktober | Oktober | Oktober |
| Kw      | Mo      | Di      | Mi      | Do      | Fr      | Sa      | So      |
| ------- | ------- | ------- | ------- | ------- | ------- | ------- | ------- |
| 40      | 1       | 2       | 3       | 4       | 5       | 6       | 7       |
| 41      | 8       | 9       | 10      | 11      | 12      | 13      | 14      |
| 42      | 15      | 16      | 17      | 18      | 19      | 20      | 21      |
| 43      | 22      | 23      | 24      | 25      | 26      | 27      | 28      |
| 44      | 29      | 30      | 31      |         |         |         |         |

| November | November | November | November | November | November | November | November |
| Kw       | Mo       | Di       | Mi       | Do       | Fr       | Sa       | So       |
| -------- | -------- | -------- | -------- | -------- | -------- | -------- | -------- |
| 44       |          |          |          | 1        | 2        | 3        | 4        |
| 45       | 5        | 6        | 7        | 8        | 9        | 10       | 11       |
| 46       | 12       | 13       | 14       | 15       | 16       | 17       | 18       |
| 47       | 19       | 20       | 21       | 22       | 23       | 24       | 25       |
| 48       | 26       | 27       | 28       | 29       | 30       |          |          |

| Dezember | Dezember | Dezember | Dezember | Dezember | Dezember | Dezember | Dezember |
| Kw       | Mo       | Di       | Mi       | Do       | Fr       | Sa       | So       |
| -------- | -------- | -------- | -------- | -------- | -------- | -------- | -------- |
| 48       |          |          |          |          |          | 1        | 2        |
| 49       | 3        | 4        | 5        | 6        | 7        | 8        | 9        |
| 50       | 10       | 11       | 12       | 13       | 14       | 15       | 16       |
| 51       | 17       | 18       | 19       | 20       | 21       | 22       | 23       |
| 52       | 24       | 25       | 26       | 27       | 28       | 29       | 30       |
| 1        | 31       |          |          |          |          |          |          |

## Ereignisse

### Politik und Weltgeschehen

#### Heiliges Römisches Reich

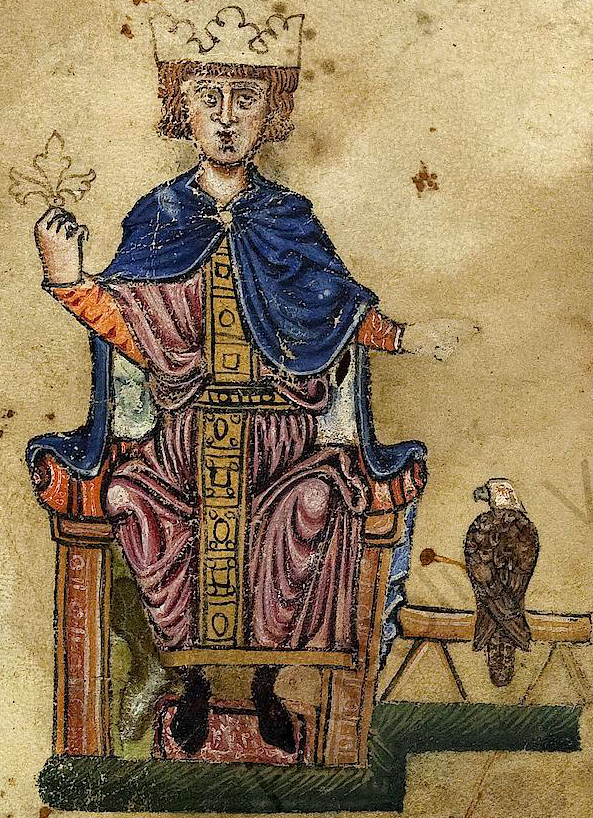
Friedrich II. mit seinem Falken

- März: Der designierte römisch-deutsche König Friedrich II. bricht gegen den Rat seiner Gattin Konstanze mit nur geringem Gefolge von Sizilien nach Deutschland auf. Zuvor hat er auf Verlangen des Papstes, Innozenz III., seinen einjährigen Sohn Heinrich zum König von Sizilien krönen lassen und der Regentschaft seiner Gattin übergeben.
- 22. Juli: Der Welfenkaiser Otto IV. heiratet Beatrix von Schwaben, die Tochter Philipps von Schwaben, die allerdings bereits am 11. August verstirbt. Die stauferfreundlichen Reichsfürsten fallen daraufhin wieder von Otto ab.
- September: Friedrich II. trifft Stunden vor seinem Gegner Otto IV. in Konstanz ein.

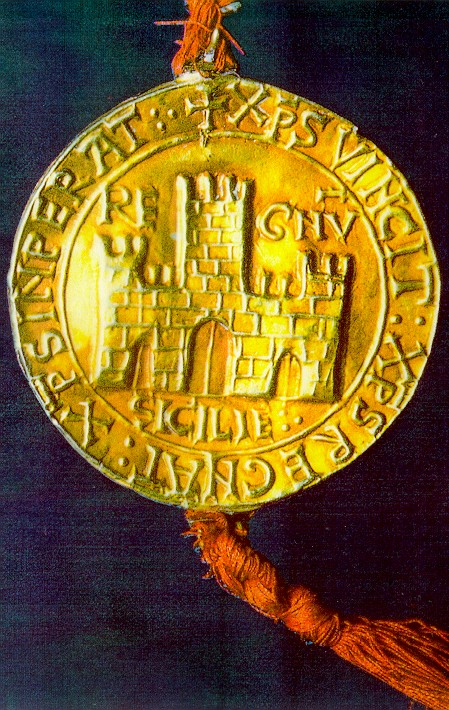
Verso der Königsgoldbulle Friedrichs

- 26. September: Der Staufer Friedrich II. bestätigt in Basel in der Sizilischen Goldenen Bulle offiziell den Přemysliden Ottokar I. als König von Böhmen und seinen Bruder Vladislav Heinrich als Markgrafen von Mähren.
- Im November schließt Friedrich mit dem französischen König Philipp II. August ein Bündnis, das ihm 20.000 Silbermark einbringt. Dieses Geld verteilt er unverzüglich unter den Großen des Reichs, um sie für ihre Anstrengungen im Reichsdienst zu belohnen und sich auch zukünftig ihrer Unterstützung zu versichern.
- 5. Dezember: Der Staufer Friedrich II. wird in Frankfurt am Main nochmals zum König gewählt. Die Krönung erfolgt am 9. Dezember im Mainzer Dom mit nachgebildeten Insignien durch den Mainzer Erzbischof Siegfried II. von Eppstein.
- Die seit 1125 bestehende Konsularregierung in Siena endet.

#### Peregrinatio puerorum(„Kinderkreuzzug“)

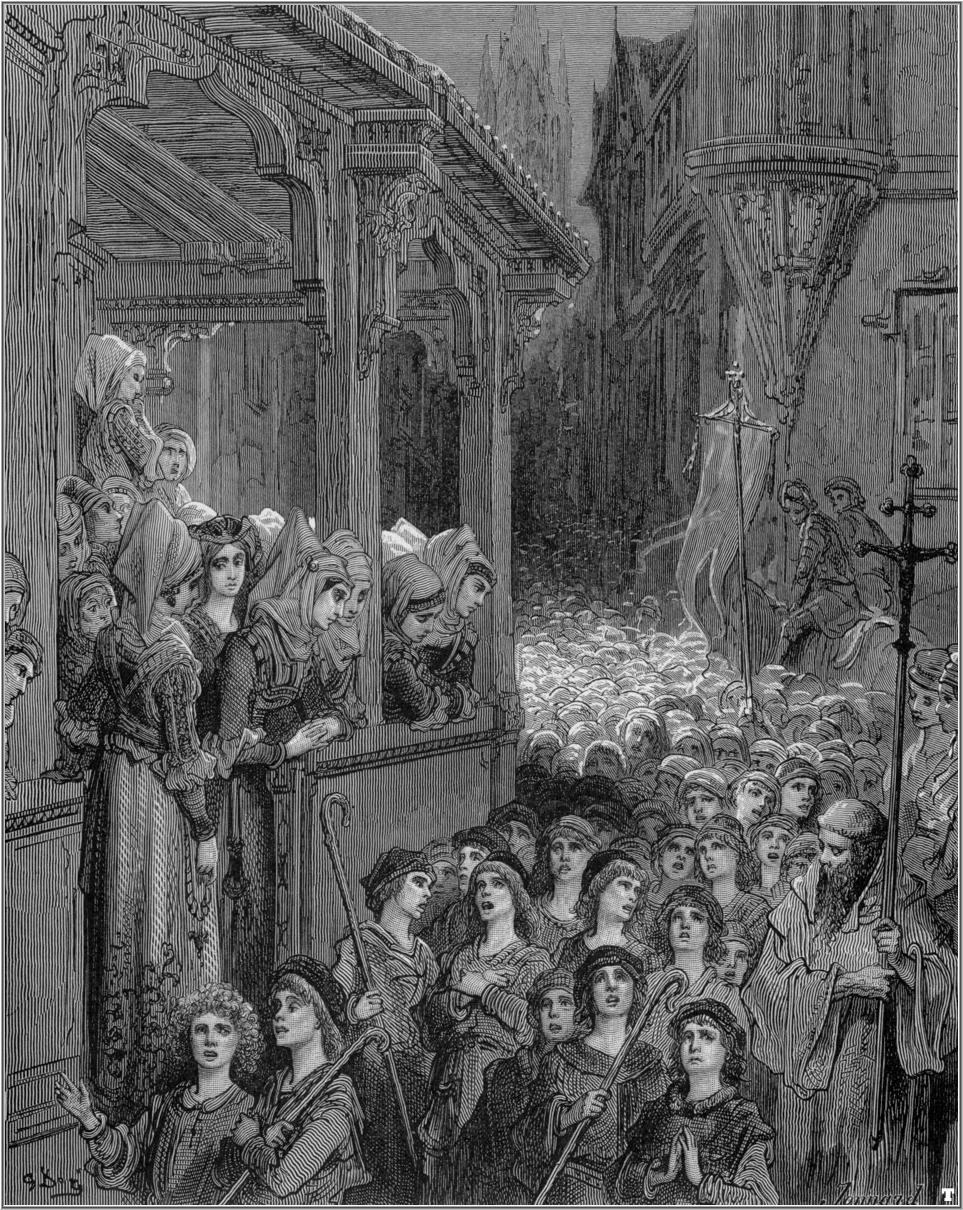
Der Kinderkreuzzug, romantisierende Darstellung von Gustave Doré, 19. Jahrhundert

- Ostern: Tausende von jungen Leuten aus dem Rheinland und Niederlothringen brechen im sogenannten „Kinderkreuzzug“ Richtung Palästina auf. Anführer ist angeblich Nikolaus, ein junger Mann aus Köln. Von Köln zieht die Gruppe über Trier nach Speyer und von da weiter Richtung Süden. Über Cremona und Piacenza kommen die Kreuzzugsteilnehmer schließlich am 25. August in Genua an. Der Zug zerstreut sich bereits in Italien.
- um Pfingsten: Mehrere von Papst Innozenz III. angeordnete Prozessionen im Raum Chartres und Paris verselbständigen sich, bis im Laufe des Jahres rund 30.000 Menschen unter der Führung von Stefan von Cloyes durch Frankreich ziehen. Die Bewegung wird durch König Philipp II. August mit der Aufforderung aufgelöst, nach Hause zu gehen. Doch gibt es noch bis Juni/Juli Unruhen in einzelnen Städten.

#### Albigenserkreuzzug
- Simon de Montfort nutzt den Albigenserkreuzzug weiterhin zur Eroberung der Ländereien des gebannten Grafen Raimund VI. von Toulouse. Ende des Jahres ist er de facto Herrscher der gesamten Grafschaft Toulouse. Nur die Hauptstadt Toulouse selbst widersetzt sich nach wie vor erfolgreich.
- 1. Dezember: An seinem Hof in Pamiers verkündet Simon de Montfort die Statuten für das von ihm eroberte „Albigenserland“. Etwa zur gleichen Zeit bildet Raimund von Toulouse eine Interessengemeinschaft mit König Peter II. von Aragón, der seinem erstarkenden Vasallen de Montfort misstrauisch gegenübersteht.

#### Reconquista auf der Iberischen Halbinsel

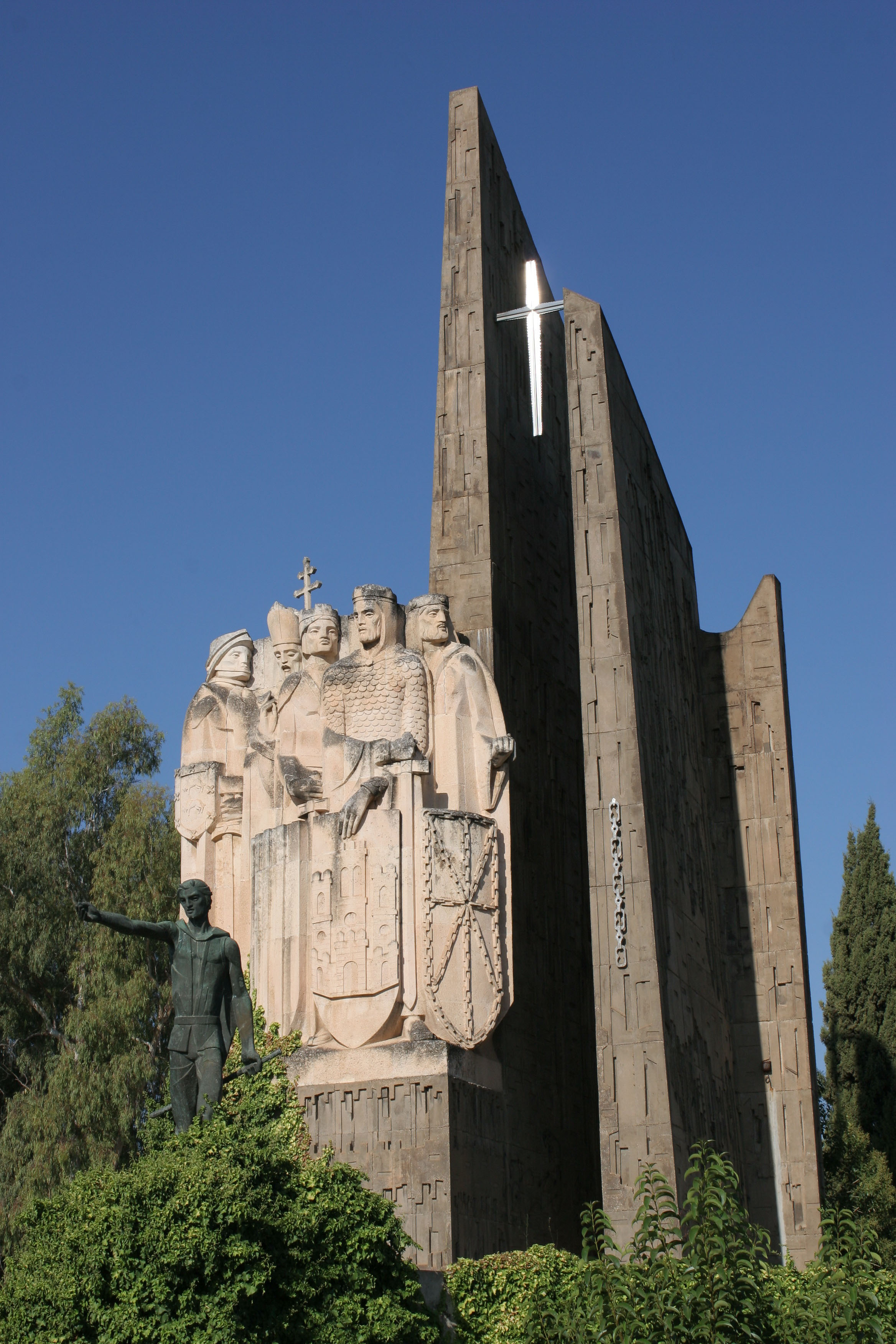
Denkmal bei Las Navas de Tolosa

- 16. Juli: In der Schlacht bei Las Navas de Tolosa besiegen die Truppen der verbündeten Königreiche von Kastilien, Aragón und León unter Alfons VIII. die maurischen Almohaden unter Kalif Muhammad an-Nasir. Es ist eine der entscheidenden Schlachten im Verlauf der Reconquista und kündigt das Ende der Almohadenherrschaft in Al-Andalus an. Muhammad an-Nâsir flieht zunächst nach Baeza. Alfons VIII. beginnt jedoch umgehend mit der Verfolgung und zwingt den Kalifen, nach Marokko überzusetzen.

#### Weitere Ereignisse in Europa
- Juni: Feldzüge von Johann Ohneland gegen Wales: Ein Aufstand in Wales unter Llywelyn ab Iorwerth, Fürst von Gwynedd, verhindert einen von Johann Ohneland geplanten weiteren Kriegszug nach Frankreich.
- König Inge II. von Norwegen und Jarl Håkon Galen schließen nach Vermittlung der Kirche einen Thronfolgevertrag, wonach derjenige, der den anderen überlebt, dessen Reichsteil erben soll.
- Konstantin Wsewolodowitsch wird Großfürst von Wladimir.

#### Stadtgründungen und urkundliche Ersterwähnungen
- Auenstein, Cornaux, Hausen am Bach, Kirchsteinbek, Reichenbach im Vogtland, Seebach, Mantel und Wedel werden erstmals urkundlich erwähnt.
- Mit der Verleihung des Stadtrechts durch Leopold VI. wird Enns zur Stadt und gilt heute als älteste Stadt Österreichs.

### Wissenschaft und Technik
- In Kastilien wird die Universität Palencia gegründet.

### Religion, Gesellschaft und Kultur

#### Buddhismus
- Throphu Tshülthrim Sherab gründet in Tibet das Kloster Throphu Chamchen Chöde.

#### Christentum
- 18. März: Klara von Assisi legt ihr Gelübde ab und gründet den Klarissenorden.
- 20. März: Das Hospital St. Georg in Leipzig wird gegründet.
- Das Bistum Zante wird errichtet und dem Erzbistum Korfu unterstellt.

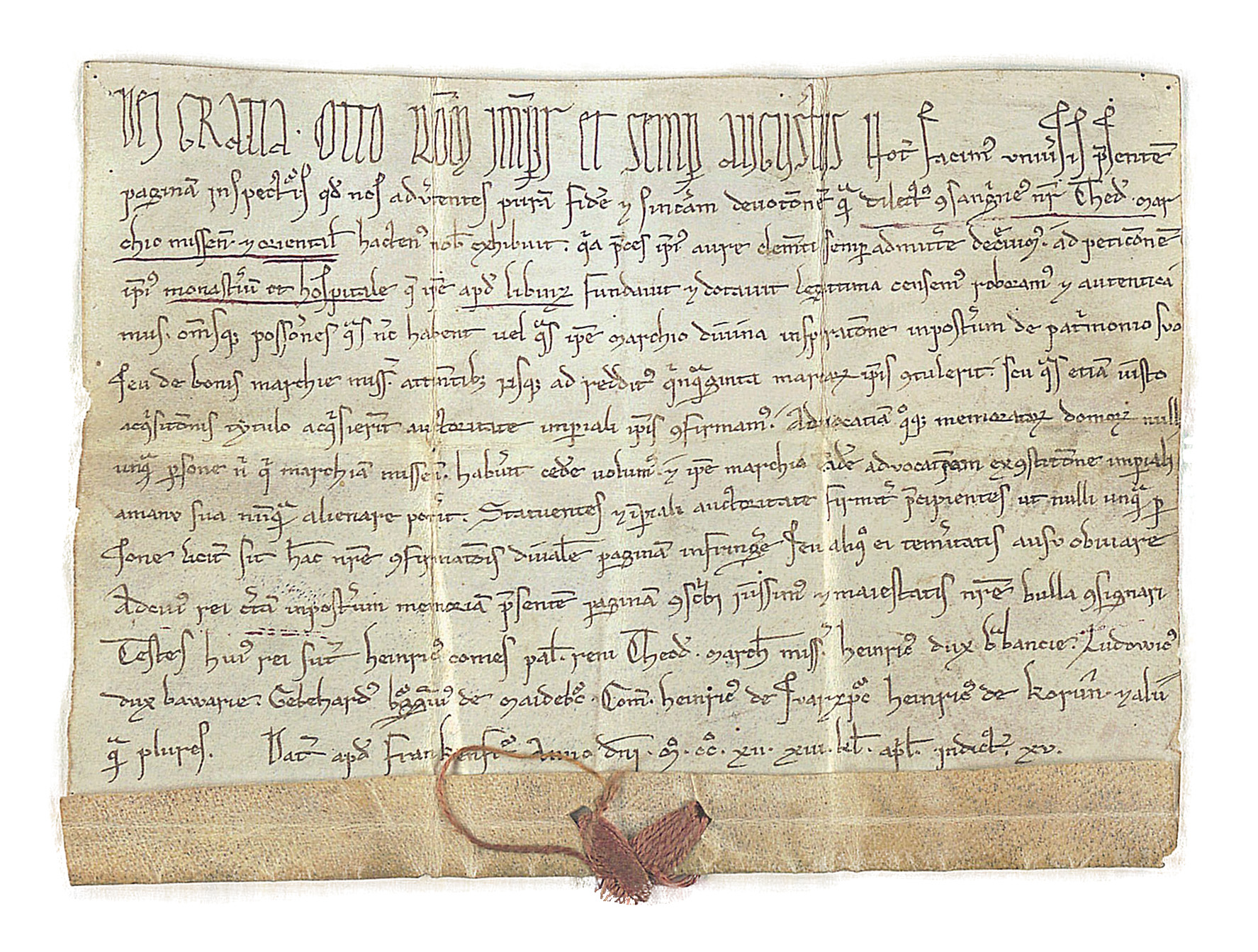
Stiftungsurkunde von Chorherrenstift St. Thomas, Hospital St. Georg, Thomanerchor und Thomasschule zu Leipzig

- Augustinerchorherrenstift St. Thomas, Thomanerchor und Thomasschule zu Leipzig werden gegründet.
- Die Abtei Marienstatt und das Kloster Wald werden gegründet.

### Katastrophen
- 10. Juli: Die City of London wird durch einen Stadtbrand teilweise zerstört.

## Geboren

### Geburtsdatum gesichert
- 9. März: Hugo IV., Herzog von Burgund und Titularkönig von Thessaloniki († 1272)
- 22. März: Go-Horikawa, Kaiser von Japan († 1234)
- 6. Mai: Constantia von Österreich, Markgräfin von Meißen († 1243)

### Genaues Geburtsdatum unbekannt
- Guru Chökyi Wangchug, Tertön der Nyingma-Schule des tibetischen Buddhismus († 1270)
- Isabella II. von Brienne, Königin von Jerusalem und römisch-deutsche Kaiserin († 1228)
- al-Musta'sim bi-'llah, letzter Kalif der Abbasiden († 1258)
- Otto von Barmstede, holsteinischer Adliger († um 1270)
- Ratibor, Herzog von Pommerellen († 1272)
- Ala ad-Din Muhammad,  Imam der Schia der Nizari-Ismailiten und Herrscher von Alamut († 1255)

### Geboren um 1212
- Roger Bigod, 4. Earl of Norfolk, englischer Adeliger und Höfling († 1270)

## Gestorben

### Todesdatum gesichert
- 9. Februar: Bernhard III., Herzog von Sachsen, Graf von Askanien und Ballenstedt, Herr zu Bernburg (* 1140)
- 6. April: Bertram, Erzbischof von Bremen und Hamburg und Bischof von Metz
- 24. Mai: Dagmar von Böhmen, Königin von Dänemark (* um 1186)
- 1. Juli: Mauger, Bischof von Worcester
- 15. Juli: Johann I., Erzbischof und Kurfürst von Trier (* um 1140)
- 11. August: Beatrix von Schwaben, römisch-deutsche Kaiserin (* 1198)
- 5. Oktober: Philipp I., Markgraf von Namur (* 1175)
- 4. November: Felix von Valois, Gründer des Trinitarier-Ordens und Heiliger der römisch-katholischen Kirche (* 1127)
- 5. Dezember: Dietrich II. von Ahr, Bischof von Utrecht

### Genaues Todesdatum unbekannt
- Frühjahr: Maria von Montferrat, Königin von Jerusalem (* um 1192)
- Oktober: Baudouin de Béthune, französisch-angevinischer Kreuzritter, Graf von Aumale und Baron von Holderness
- Dezember: Geoffrey von York, Bischof von Lincoln und Erzbischof von York (* um 1153)
- Archambaud I., Graf von Périgord
- Folpert II. van der Leede, holländischer Edelmann, Regent der Herrlichkeit Ter Leede, Herr von Asperen und Herr von Polsbroek (* um 1175)
- Gerhard von Vianden, Abt von Prüm und der Zwillings-Abteien Stavelot-Malmedy
- Hōnen, Gründer der Schule der Jodo-shu des japanischen Buddhismus (* 1133)
- Hugues de Surgères, Vizegraf von Châtellerault und Kreuzritter
- Maredudd ap Cynan, Lord des walisischen Fürstentums Gwynedd
- Pierre de Préaux, normannischer Adliger
- Robert FitzRoger, englischer Adliger (* um 1170)
- Walter von Montbéliard, Kreuzritter, Beamter im Königreich Jerusalem und Regent des Königreichs Zypern
- Wsewolod III., Großfürst von Wladimir (* 1154)

### Gestorben um 1212
- Berengar von Barcelona, Bischof von Lleida und Erzbischof von Narbonne (* um 1140)